# Deutsche Schwimmmeisterschaften 1949
Die 61. Deutschen Meisterschaften im Schwimmen fanden vom 19. bis 21. August 1949 im Freibad von Peine statt.
| Disziplin       | Männer                | Männer                 | Männer     | Frauen            | Frauen             | Frauen     |
| Disziplin       | Name                  | Verein                 | Zeit       | Name              | Verein             | Zeit       |
| --------------- | --------------------- | ---------------------- | ---------- | ----------------- | ------------------ | ---------- |
| 100 m Freistil  | Werner Ditzinger      | Eintracht Braunschweig |            | Gisela Jacob      | SSF Bonn           | 1:11,6 min |
| 200 m Freistil  | Werner Ditzinger      | Eintracht Braunschweig |            |                   |                    |            |
| 400 m Freistil  | Heinz-Günther Lehmann | MTV Braunschweig       |            | Gertrud Herrbruck | Blauweiß Pirmasens |            |
| 1500 m Freistil | Heinz-Günther Lehmann | MTV Braunschweig       |            |                   |                    |            |
| 100 m Brust     | Herbert Klein         | München                |            | Ursel Krey        | Neptun Kiel        |            |
| 200 m Brust     | Herbert Klein         | München                | 2:40,9 min | Inge Schmidt      | Eimsbütteler TV    |            |
| 100 m Rücken    | Hans Schuster         | Poseidon Berlin        |            | Gertrud Herrbruck | Blauweiß Pirmasens |            |